# 11061 Lagerlöf
(11061) Lagerlof, denumire internațională (11061) Lagerlöf, este un asteroid din centura principală de asteroizi.

## Descriere
11061 Lagerlöf este un asteroid din centura principală de asteroizi. A fost descoperit pe 10 septembrie 1991 la Tautenburg de Freimut Börngen. Asteroidul prezintă o orbită caracterizată de o semiaxă mare de 2,78 ua, o excentricitate de 0,08 și o înclinație de 2,1° în raport cu ecliptica.